# Resurrezione e Noli me tangere
La Resurrezione e Noli me tangere è un affresco (200x185 cm) di Giotto, databile al 1303-1305 circa e facente parte del ciclo della Cappella degli Scrovegni a Padova. È compreso nelle Storie della Passione di Gesù del registro centrale inferiore, nella parete sinistra guardando verso l'altare.

## Descrizione e stile
La scena mostra un doppio episodio: a sinistra il sepolcro vuoto di Cristo con gli angeli seduti e le guardie addormentate testimonia la Resurrezione; a destra la Maddalena inginocchiata davanti all'apparizione di Cristo trionfante sulla morte, con tanto di vessillo crociato, e il gesto del Salvatore che le dice di non toccarlo pronunciando, nelle versioni latine dei vangeli, la frase Noli me tangere. Sul vessillo si legge l'iscrizione "VI[N]CI/TOR MOR/TIS".
Le rocce dello sfondo declinano verso sinistra, dove avviene il nucleo centrale dell'episodio. Gli alberi, a differenza di quelli nel precedente Compianto, sono secchi a sinistra (idealmente "prima" della resurrezione) mentre a destra tornati rigogliosi; gli alberi di sinistra sono comunque danneggiati dal tempo e poco leggibili. L'episodio si caratterizza per un'atmosfera rarefatta e sospesa, di "metafisica astrazione" in cui è vista un'anticipazione di Piero della Francesca.
Secondo alcuni studiosi, come il giapponese Hidemichi Tanaka, l'orlo delle balze che ornano le vesti dei soldati romani, è costituito dalla scrittura p'ags-pa, antica scrittura inventata per rendere più facilmente leggibile il mongolo e poi caduta in disuso.
Giotto e i suoi allievi rappresentarono la scena del Noli me tangere anche nella Cappella della Maddalena nella basilica inferiore di Assisi, con un'analoga rappresentazione del sepolcro vuoto, mentre al giovane Giotto è attribuita una Resurrezione nella basilica superiore; in quest'ultima scena si nota una straordinaria cura dei dettagli nella decorazione delle armature dei soldati che è presente anche nella scena padovana, così come un certo virtuosismo nel rappresentare in scorcio i corpi dei dormienti.

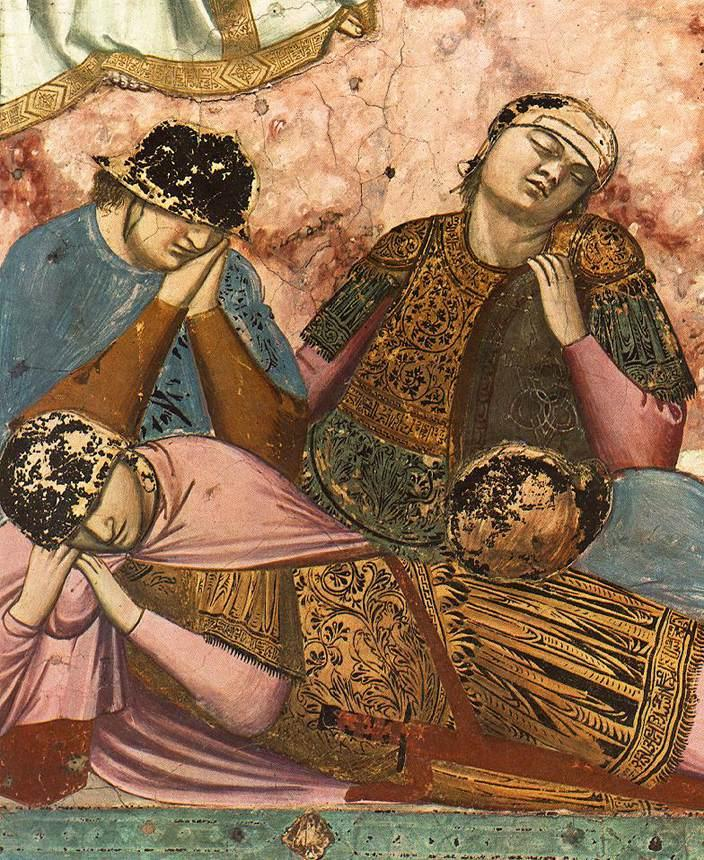
Dettaglio
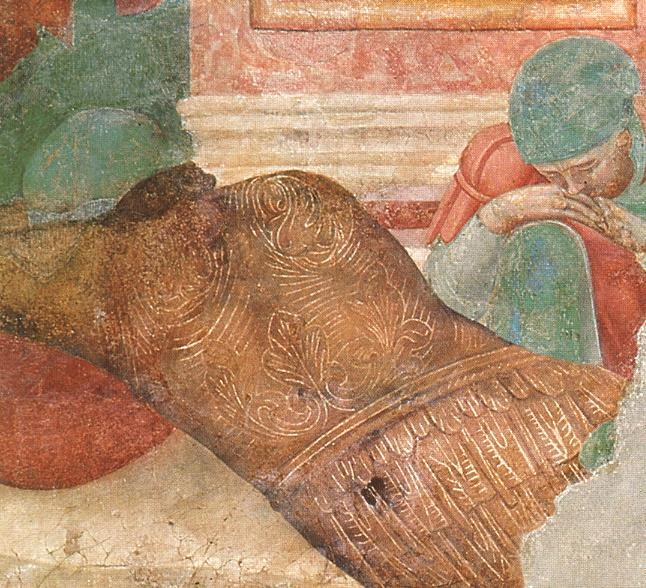
Dettaglio della Resurrezione di Assisi
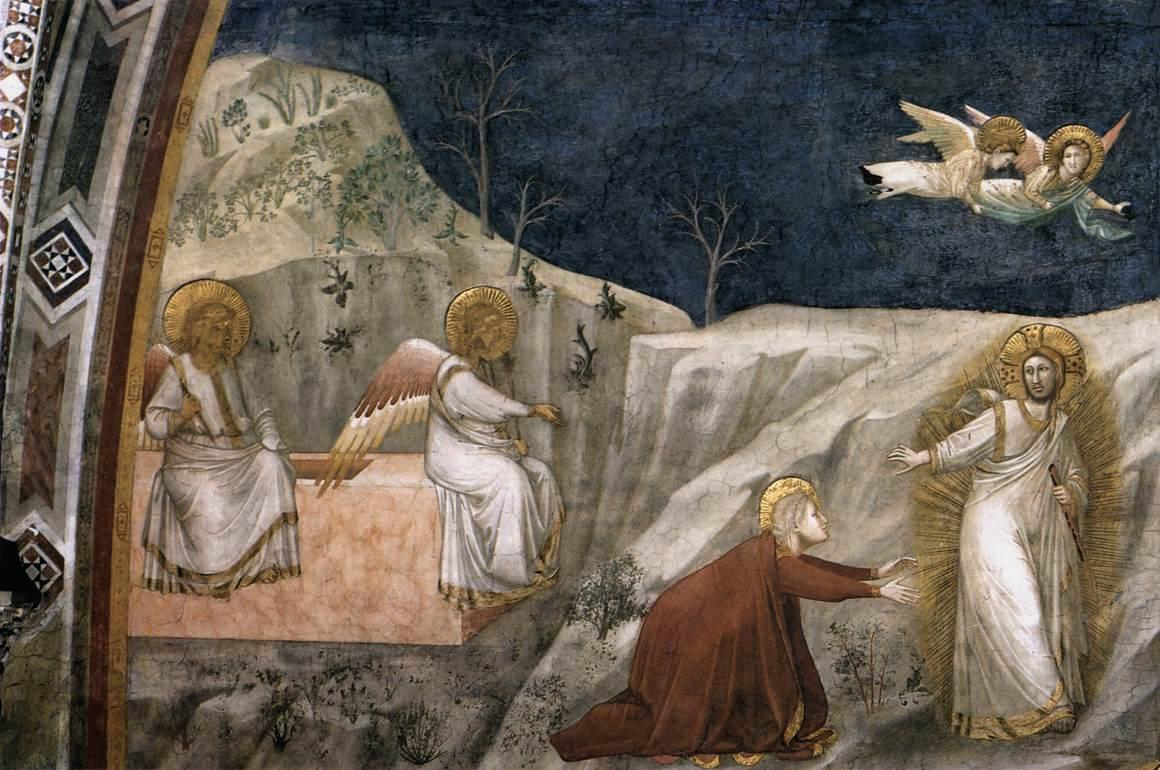
Il Noli me tangere nella Cappella della Maddalena di Assisi